# Districte de Prostějov
El districte de Prostějov - (txec) Okres Prostějov - és un districte de la regió d'Olomouc, a la República Txeca. La capital és Prostějov.

## Llista de municipis
Alojzov -
Bedihošť -
Bílovice-Lutotín -
Biskupice -
Bohuslavice -
Bousín -
Březsko -
Brodek u Konice -
Brodek u Prostějova -
Budětsko -
Buková -
Čechy pod Kosířem -
Čehovice -
Čelčice -
Čelechovice na Hané -
Dětkovice -
Dobrochov -
Dobromilice -
Doloplazy -
Drahany -
Dřevnovice -
Držovice -
Dzbel -
Hačky -
Hluchov -
Horní Štěpánov -
Hradčany-Kobeřice -
Hrdibořice -
Hrubčice -
Hruška -
Hvozd -
Ivaň -
Jesenec -
Kladky -
Klenovice na Hané -
Klopotovice -
Konice -
Kostelec na Hané -
Koválovice-Osíčany -
Kralice na Hané -
Krumsín -
Laškov -
Lešany -
Lipová -
Ludmírov -
Malé Hradisko -
Mořice -
Mostkovice -
Myslejovice -
Němčice nad Hanou -
Nezamyslice -
Niva -
Obědkovice -
Ochoz -
Ohrozim -
Olšany u Prostějova -
Ondratice -
Otaslavice -
Otinoves -
Pavlovice u Kojetína -
Pěnčín -
Pivín -
Plumlov -
Polomí -
Přemyslovice -
Prostějov -
Prostějovičky -
Protivanov -
Ptení -
Raková u Konice -
Rakůvka -
Rozstání -
Seloutky -
Skalka -
Skřípov -
Slatinky -
Smržice -
Srbce -
Stařechovice -
Stínava -
Stražisko -
Šubířov -
Suchdol -
Tištín -
Tvorovice -
Určice -
Víceměřice -
Vícov -
Vincencov -
Vitčice -
Vranovice-Kelčice -
Vrbátky -
Vrchoslavice -
Vřesovice -
Výšovice -
Zdětín -
Želeč